# Kerker
Kerker (arabe : كركر) est une ville du Sahel tunisien située à une trentaine de kilomètres de Sousse, entre M'saken et El Jem, sur la RN1.
Rattachée au gouvernorat de Mahdia, elle constitue une municipalité comptant 7 467 habitants en 2014 et dépend de la délégation de Bou Merdes. Plusieurs secteurs ou imadas dépendent administrativement de Kerker, à savoir Zerata, Bouhlel Ali Nord, Bouhlel Ali Sud, Melahma et l'Ouadbia.
La ville se divise en deux parties : Kerker Village située sur la RN1 et Kerker Gare située sur la route de Mahdia, à deux kilomètres de la RN1. Elle est caractérisée par son emplacement stratégique, en tant que portail du gouvernorat de Mahdia du côté nord, et par sa proximité des gouvernorats de Sousse et de Monastir.
Le tissu économique de la ville compte deux briqueteries et une plateforme de confection à l'export. On y trouve également une gare de la SNCFT, trois écoles primaires, un collège, un lycée secondaire, deux pharmacies, une agence de la BH Bank et deux centres de santé de base. L'activité principale des habitants est l'agriculture, notamment la production de l'huile d'olive.
Le footballeur Saber Ben Frej est originaire de Kerker.